# Кастра Регина

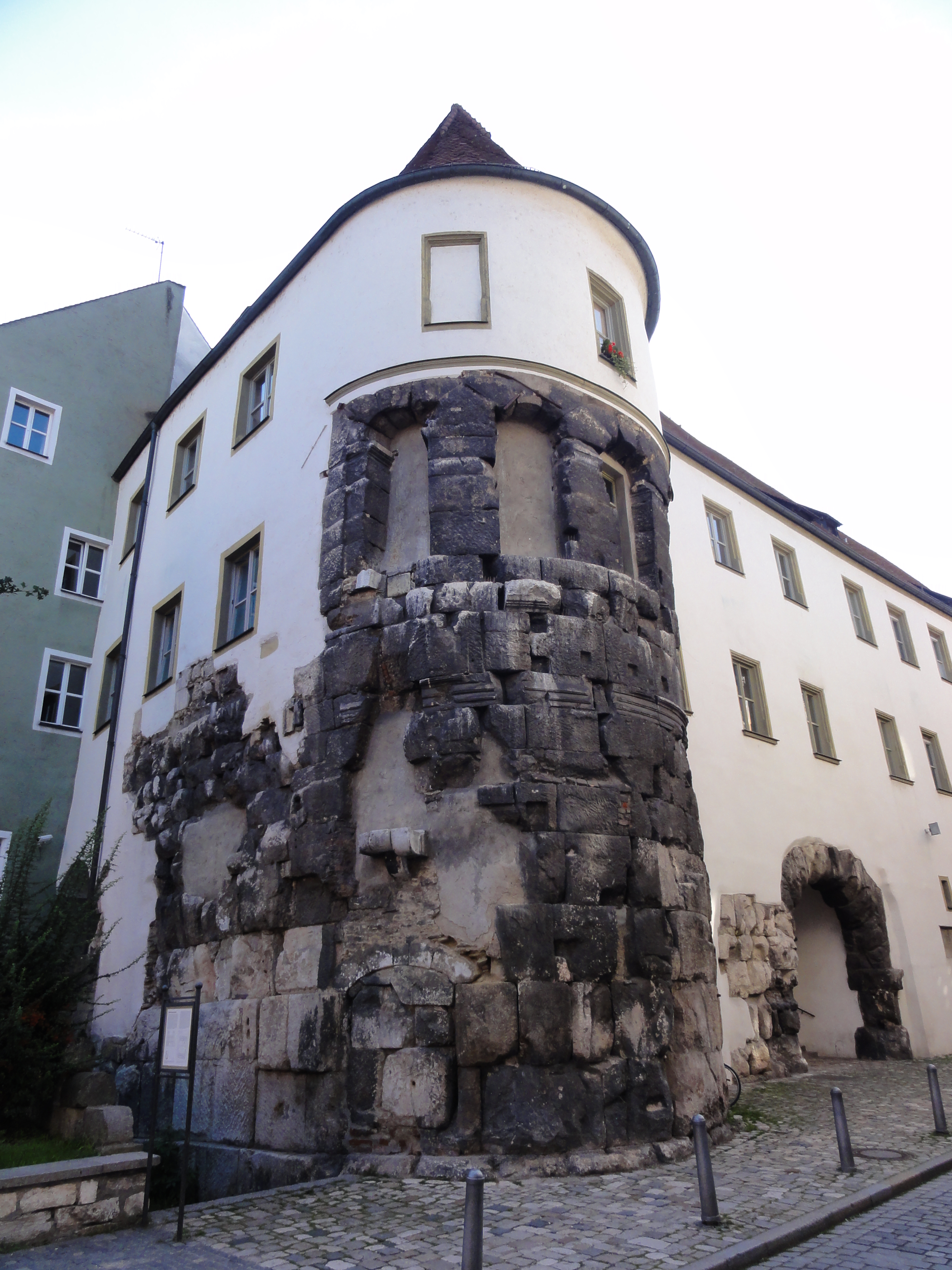
Т. н. «порта претория» (нем.) в Регенсбурге, северные ворота античного лагеря легионеров 2 века до н. э., которые сохранились до настоящего дня в выбеленной стене «Bischofshofs»

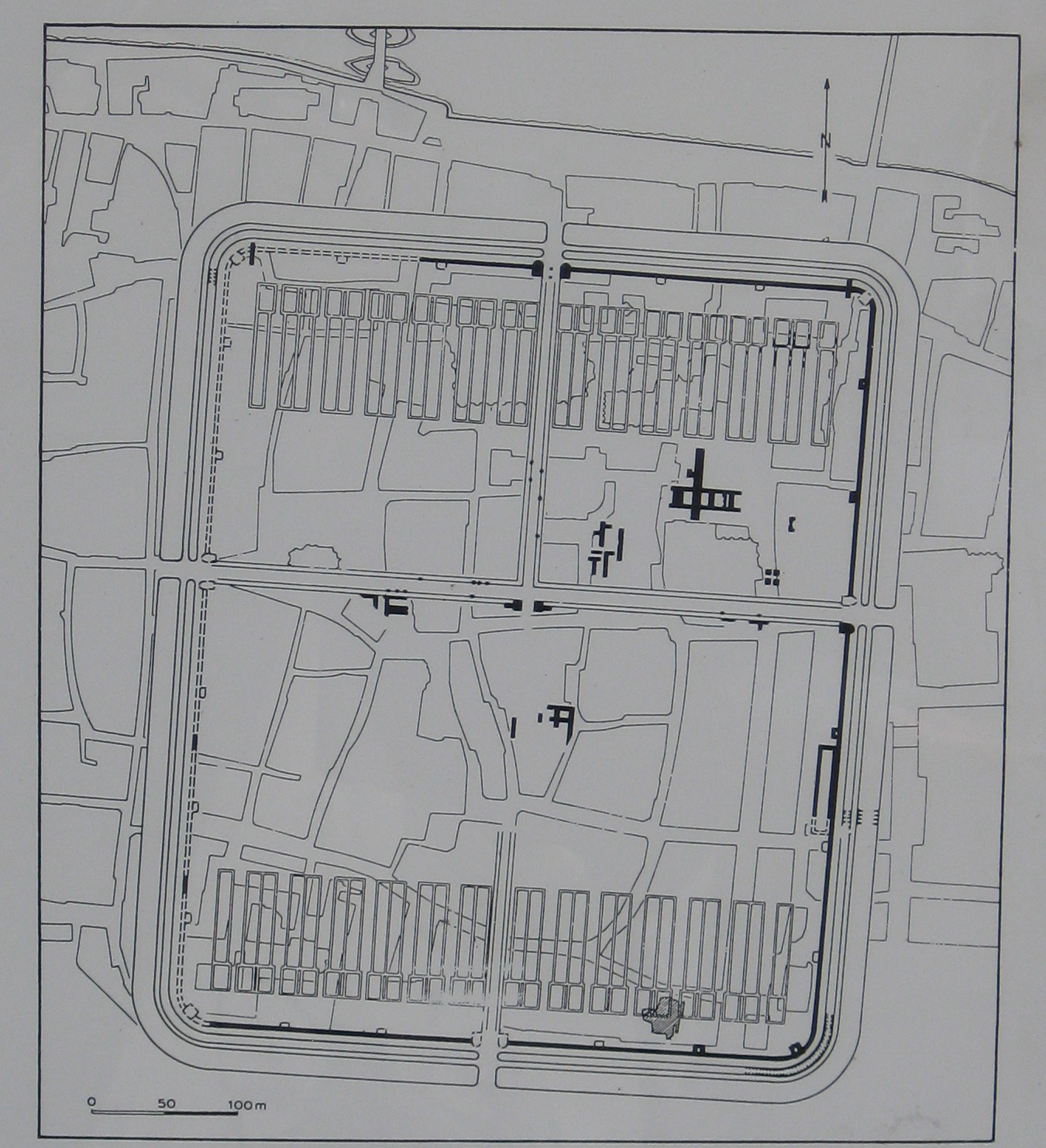
План римского Регенсбурга

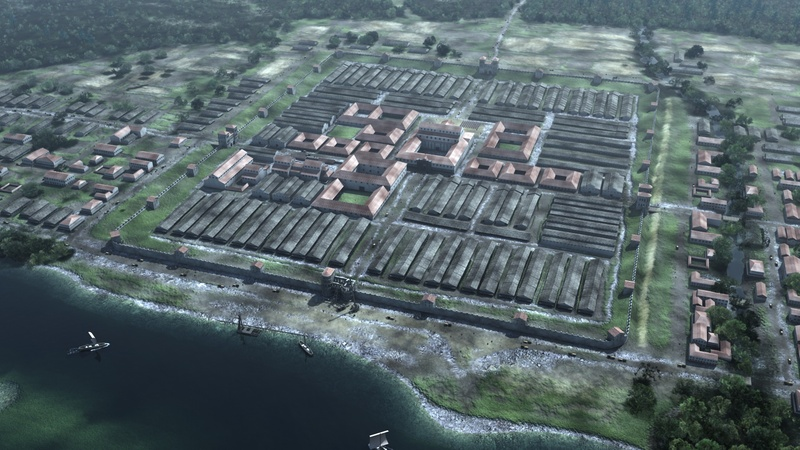
Фотореконструкция лагеря легионеров

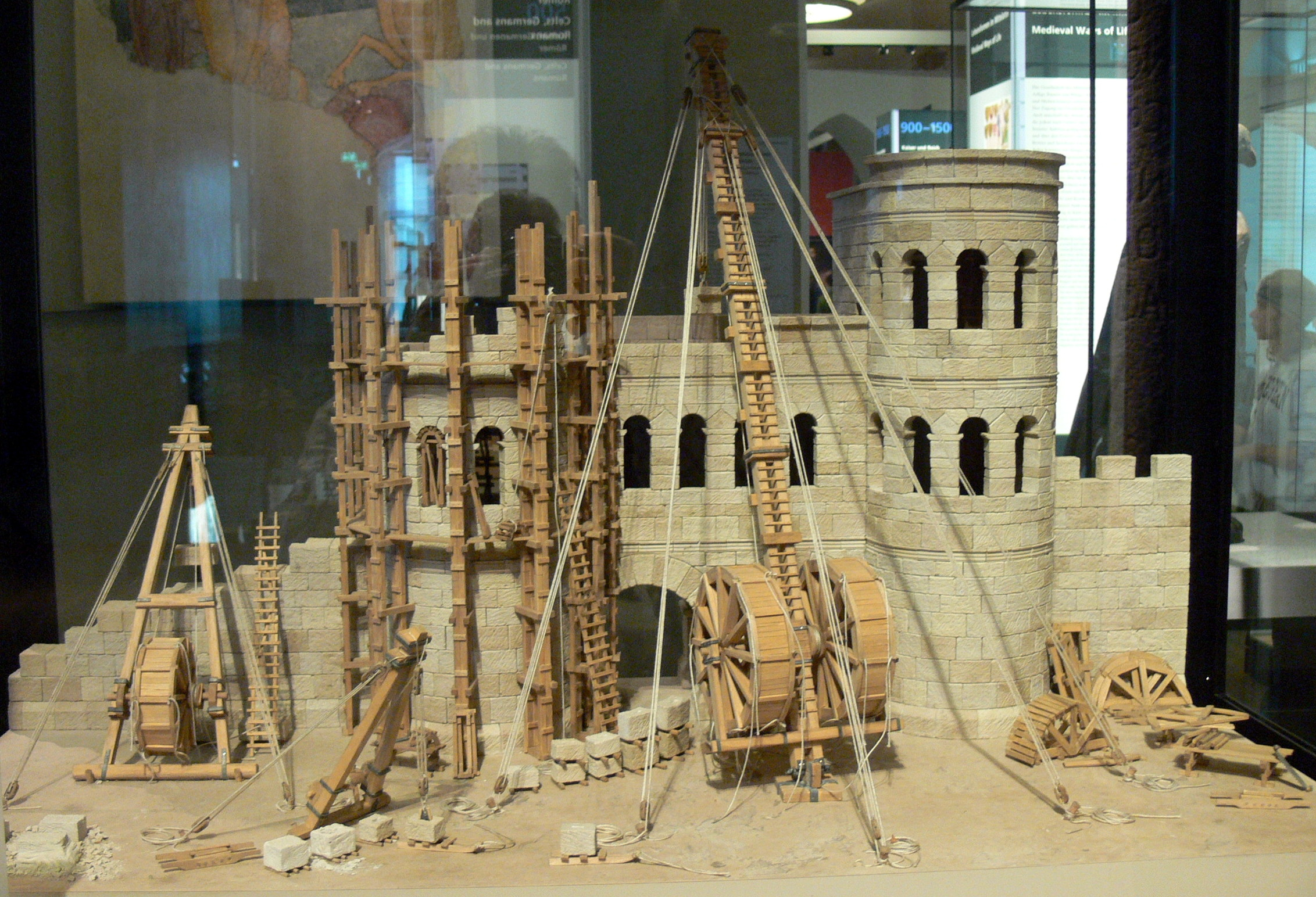
Сооружение «Porta Praetoria», модель в Немецком Историческом Музее (Берлин)

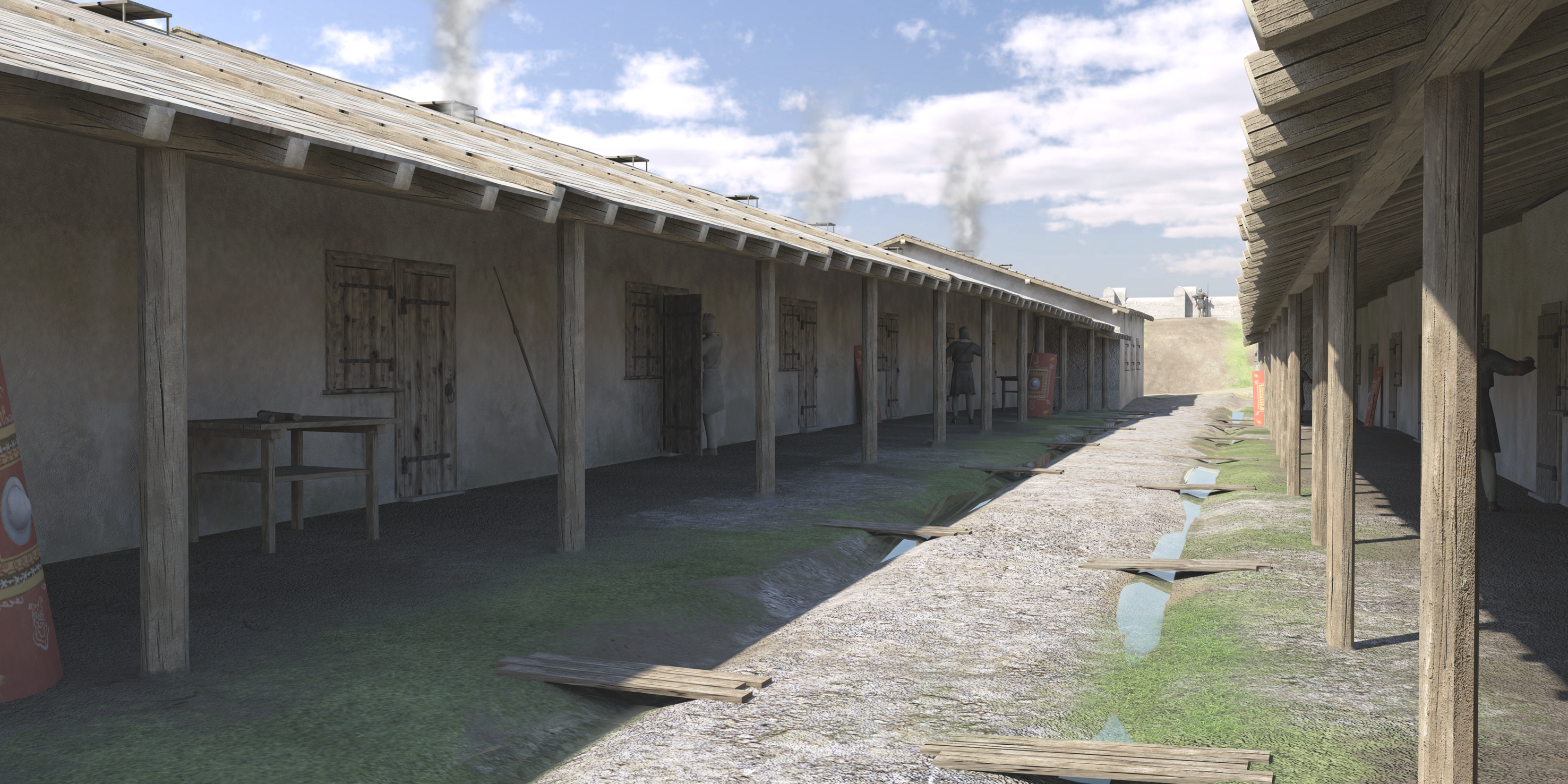
Фотореконструкция римских казарм, 2 век до н. э.

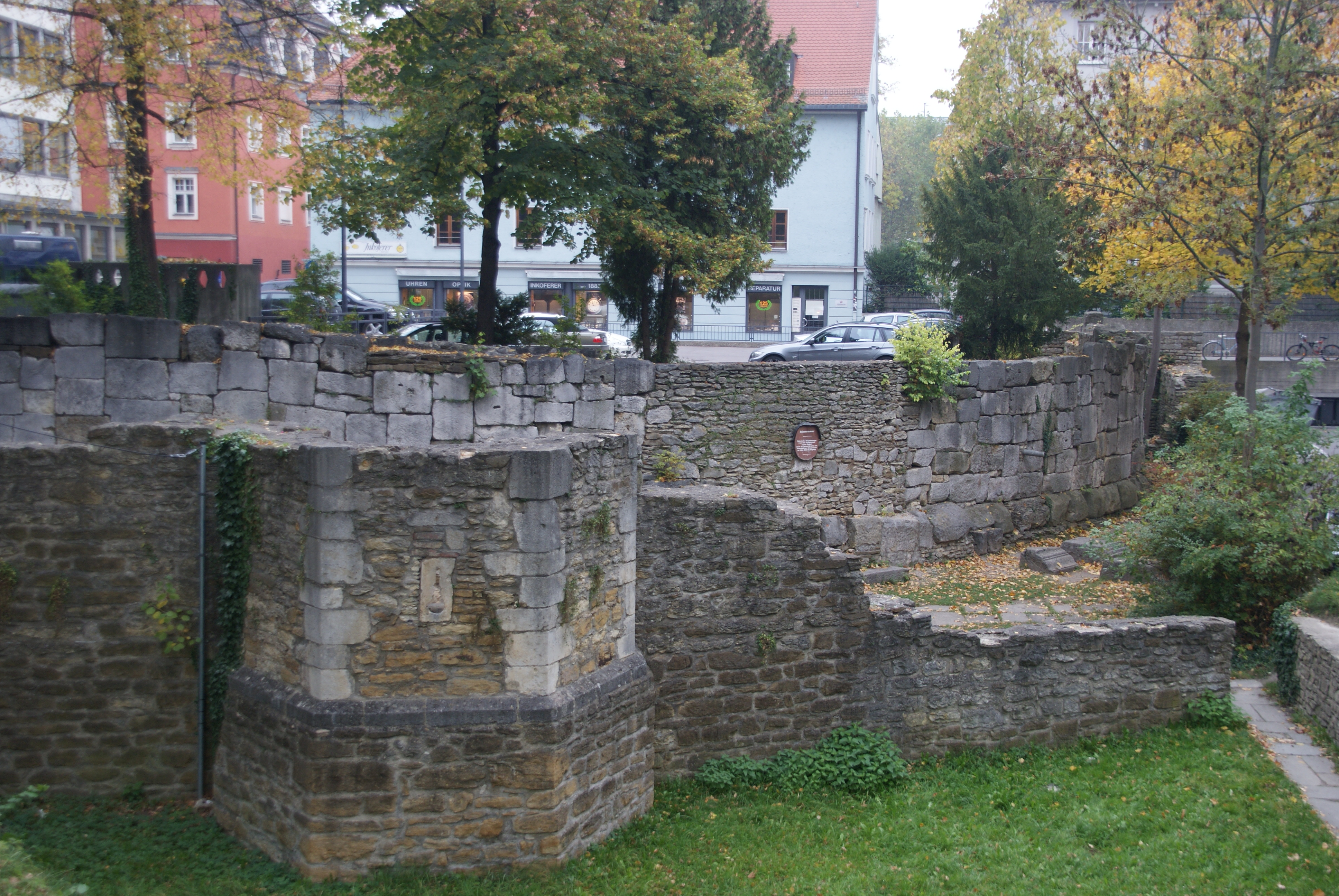
Юго-восточный угол римской стены лагеря легионеров со средневековой тюрьмой

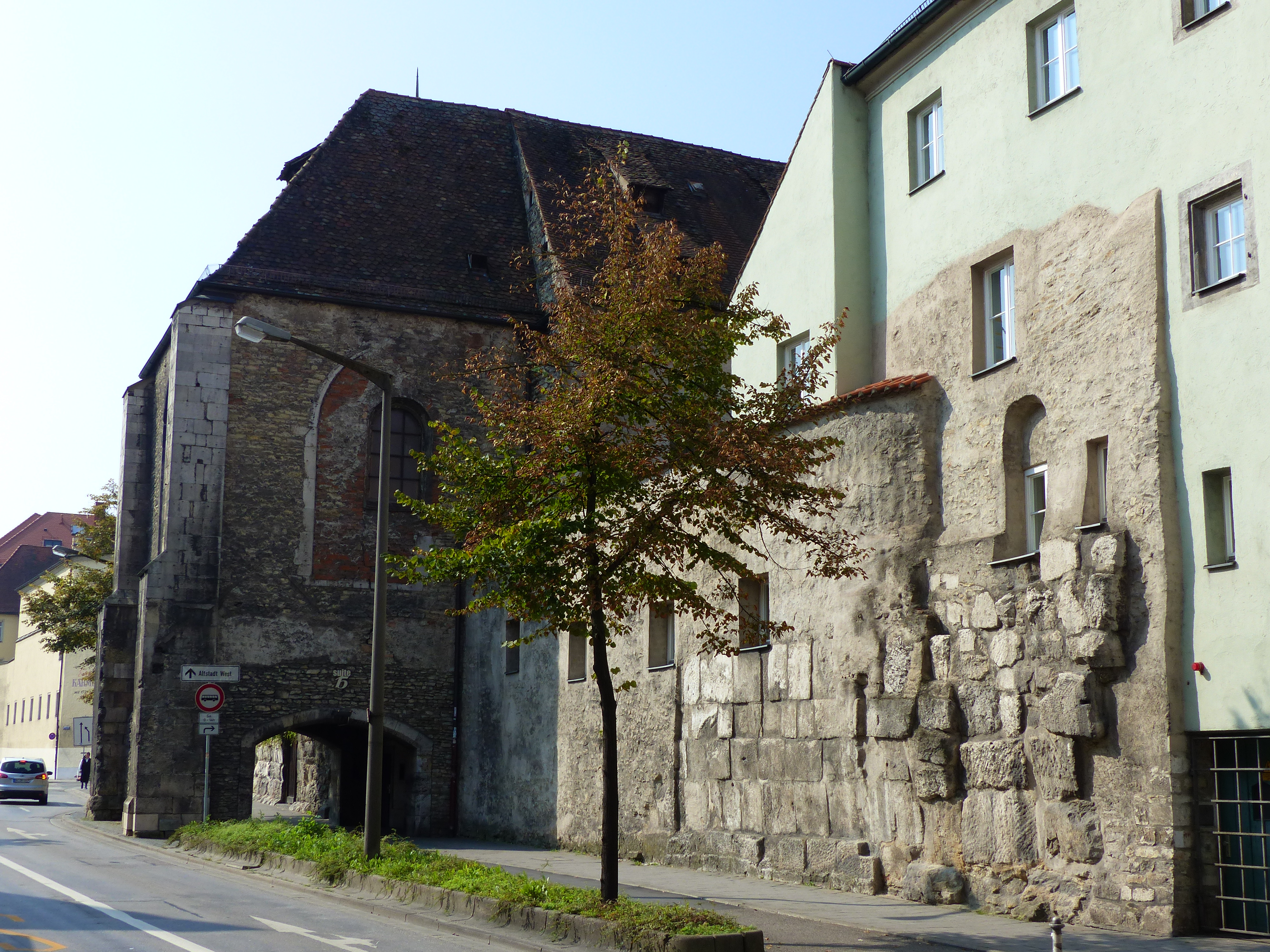
Остатки восточной оборонительной стены

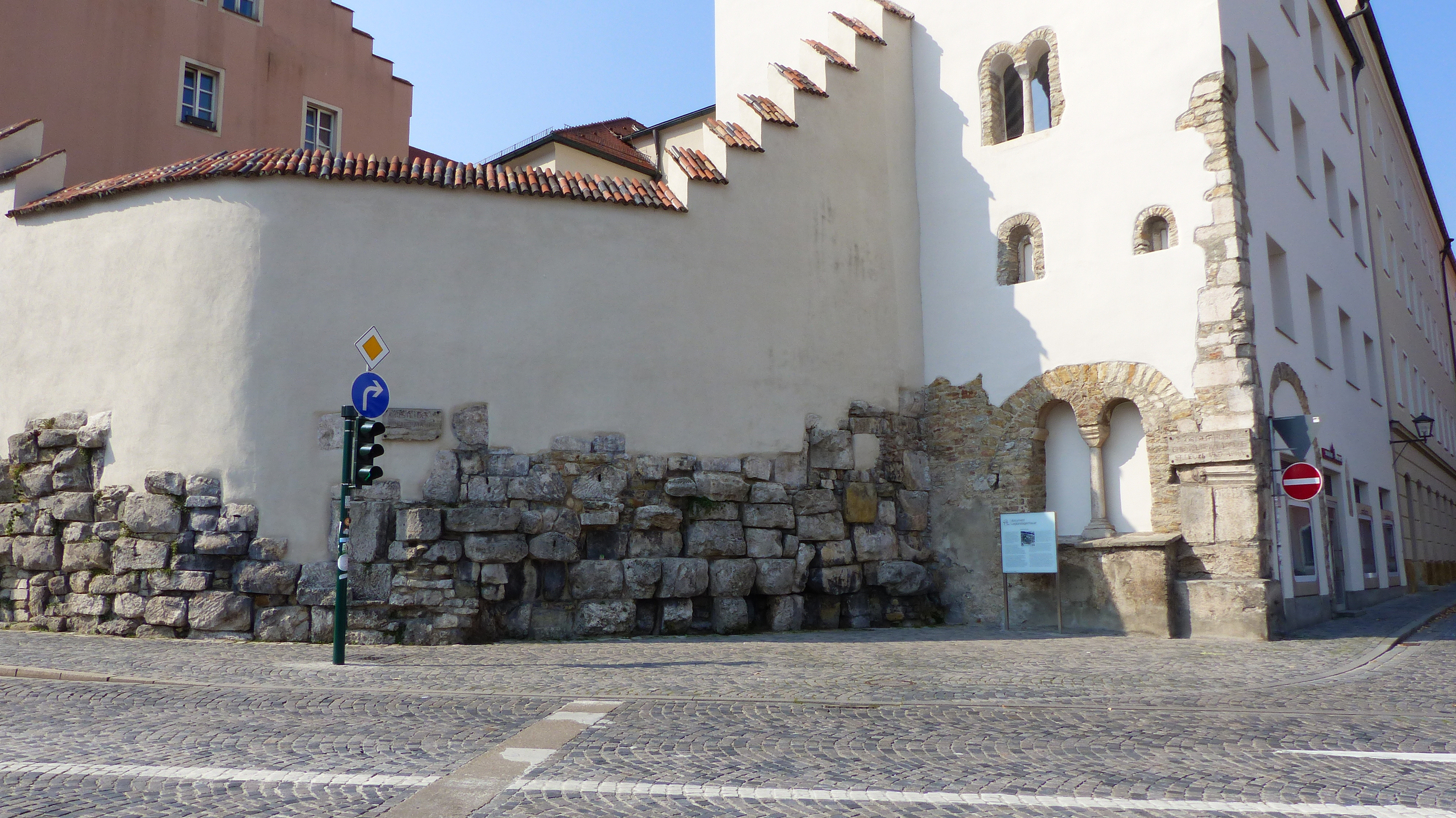
Северо-восточный угол оборонительной стены

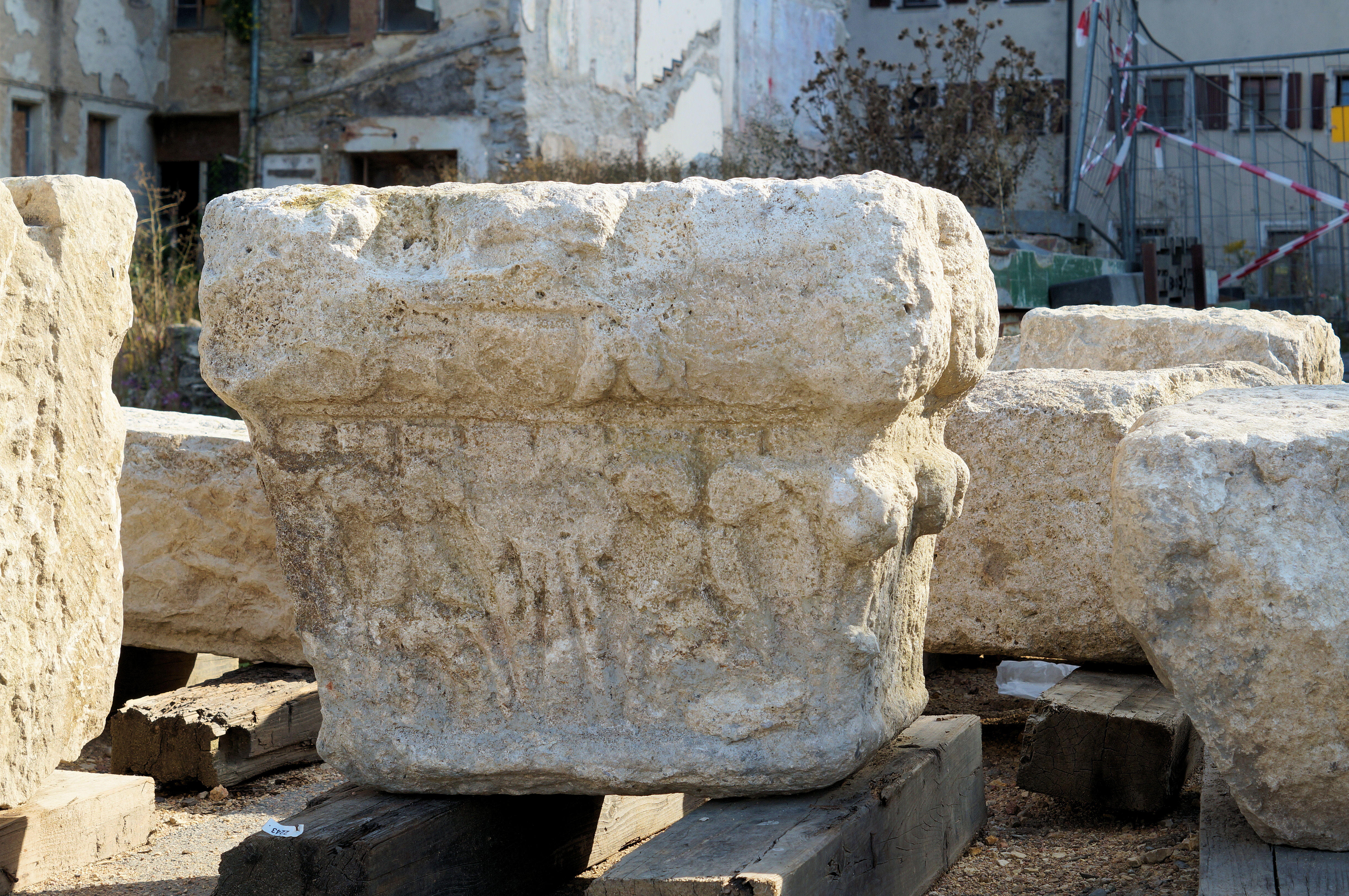
Римская композитная капитель, предположительно 3 век, обнаружена во время раскопок на Donaumarkt

Кастра Регина (лат. Castra Regina) — римский лагерь легионеров, основанный в качестве города на самой северной излучине Дуная. Со временем, поселение разовьется в современный город Регенсбург (Бавария, ФРГ). Здесь располагался главный штаб III Италийского легиона. Castra Regina состояла из собственно римского лагеря легионеров, города для гражданских, большого кладбища, а также святилищ и храмов.

## Название
В разные времена лагерь носил различные названия. В момент основания назывался он, вероятно, просто «legio» (из-за римского мильного камня, Лига). В книге «Итинерарий Антонина» (III век), также как и в «Пейтингеровой таблице» (середина IV века) место обозначалось как «Regino» или «Reginum». Название «Castra Regina» впервые встречается в 400 году в «Notitia Dignitatum». Имя городу было взято от названия реки Реген, которая впадает в Дунай недалеко от римского лагеря. «Regana» — кельтское слово для обозначения «водных путей» или «течения реки». Римляне заимствовали кельтские слова, видоизменили их и назвали реку «Reganum» и «Reganus».
Название «Radaspona» (уже одно из названий непосредственно города Регенсбурга) впервые встречается в 770 году у Арибо Фрайзингского.

## Предшественники
На территории позднего римского гражданского города, уже существовал с конца I века до н. э. гражданская деревня-лагерь, т. н. «vicus». По всей видимости у этого города были внушительные размеры. При раскопках в городе были найдены остатки деревянных сооружений. Южнее находился еще один римский военный лагерь, Kastell Kumpfmühl (нем.). В районе Регенсбурга Kumpfmühl могут быть раскопаны остатки этого римского военного лагеря, а также обширное гражданское поселение. Сам лагерь датируется первой половиной II века. Как и гражданское поселение в 170 году с началом Маркоманской войны он был разрушен. После того, как император Марк Аврелий вновь стабилизировал военную ситуацию на Дунае, было принято решение в связи с меняющимся уровнем угрозы, отныне обеспечить ранее контролируемую только вспомогательными силами северную границу провинции Реция и развернуть на этом месте полноценный легион.

## Гражданский город
Западнее лагеря находилось гражданское поселение (канаба, или vicus), почти такое же большое, как и сам военный лагерь и поэтому уже самостоятельно имевшее характер города. Различные раскопки вскрыли жилые постройки, хотя полностью представить план города по ним невозможно. Под сегодняшней Арнульфсплатц может быть раскопан больший римский жилой квартал. Дома строились с гипокаустом, садом во внутреннем дворе и ванной. Кирпичи, используемые при строительстве, происходят от находившегося в Регенсбурге легиона, это дает право предположить, что здание городской виллы принадлежало одному офицеру. На месте современной Бисмаркплатц могут быть идентифицированы другие жилые постройки. Были найдены остатки мастерских, а дороги были украшены портиками. В первой половине III века город, по всей видимости, процветал. При вторжениях германских племен около 250 года н. э. город сильно пострадал, однако есть следы построек IV века.
Правовой статус гражданского поселения неизвестен. На одном из священных камней указан эдил Aurelius Artissius. Эдил — чиновник городской администрации. Это может означать, что это место как «муниципий» имел право на самоуправление. Однако же это единственный эдил Кастры Регины, известный на сегодняшний день, поэтому интерпретация надписи на священном камне остается неясной.

## Кладбища
Умершие хоронились римлянами в основном за пределами поселения, а также в самой Castra Regina. К югу от гражданского города было основано большое кладбище. Среди методов захоронений в основном превалировали урны. Рядом также находились и надписанные саркофаги (большинство из них были найдены не там, где их первоначально установили). Фрагменты блоков, украшенные рельефами показывают, что там находились и монументальные захоронения. Другие кладбища находились восточнее и южнее лагеря легионеров, обычно на крупных дорогах.

## Святилища
До сего момента нет доказательств того, что в самом городе находился римский храм. Южнее, вне стен города, находился тем не менее храм Меркурия, рядом с которым во время раскопок была найдена культовая статуя римского бога высотой 92 см. По надписям был также идентифицирован храм Liber Pater (Вакха) западнее гражданского поселения. Оба святилища стояли на дорогах, которые вели в город. Согласно найденным алтарным камням, другими известными почитаемыми богами в городе были Юпитер, Юнона, Ларунда (англ.) и Вулкан.